# Vanilla siamensis
Vanilla siamensis är en orkidéart som beskrevs av Robert Allen Rolfe och Dorothy Downie. Vanilla siamensis ingår i släktet Vanilla och familjen orkidéer. Inga underarter finns listade i Catalogue of Life.